# Erbschaftsteuer in Dänemark
Dänemark erhebt bei einem Erwerb von Todes wegen eine Erbschaftsteuer sowohl in Form einer Nachlasssteuer als auch einer ergänzenden Erbschaftsteuer. Eine Schenkungsteuer fällt nur bei unentgeltlichen Zuwendungen unter lebenden Familienangehörigen an, während Schenkungen an andere Personen als zu versteuerndes Einkommen eingestuft werden.

## Erbschaft- und Schenkungsteuerpflicht
Das dänische Erbschaft- und Schenkungsteuerrecht wurde aufgrund eines Gesetzes über Steuern bei Nachlass und Schenkung vom 14. Juni 1995 vollkommen neu gestaltet, nunmehr gilt es in der Fassung vom 22. September 2006. Zudem ist die Besteuerung des Nachlasses im Nachlasssteuergesetz in der Fassung vom 28. August 2006 geregelt. Von dem Anwendungsbereich des Gesetzes wurden die Ehegatten und eingetragenen Partner ausgenommen. Das Gesetz findet auf alle Erbschaften und Schenkungen bei allen Erblassern oder Schenkern mit dänischem Wohnsitz oder sonstigen engen räumlichen Bezügen zu Dänemark auf den gesamten Besitz, einschließlich des ausländischen, Anwendung. Der Nachlass ausländischer Erblasser unterliegt nur mit in Dänemark gelegenen Immobilien bzw. hinsichtlich eines in Dänemark gelegenen unbeweglichen Betriebsstättenvermögens der Steuer. Entsprechendes gilt für die Schenkungsteuer.

## Nachlasssteuer
Nach dänischem Rechtsverständnis wird der Nachlass grundsätzlich als ein eigenes Rechtssubjekt angesehen, der bis zur Auseinandersetzung auch der Einkommensteuer unterliegen kann. Das Nachlasssteuergesetz sieht ab einem bestimmten Wert (1.786.600 Dänische Kronen) eine eigene Versteuerung der Einkünfte des Nachlasses mit 50 % vor, wozu auch etwaige Gewinnrealisierungen bei Verkäufen in Vorbereitung der Aufteilung wie die Wertzuwachssteuer bei Immobilienverkäufen gehören. Der Erwerb durch den Erben erfolgt erst im Zeitpunkt der Zuteilung. Dieser Zeitpunkt ist auch für die Feststellung der Höhe der den Erben zufließenden Vermögensteile maßgebend, die aufgrund der Verkehrswerte erfolgt. Aus den so bestimmten Werten wird eine Nachlasssteuer in Höhe von 15 % erhoben, der die Erben unabhängig von ihrer Stellung zum Erblasser unterliegen.

## Ergänzende Erbschaftsteuer
Zusätzlich zu dieser Nachlasssteuer fällt für Erben, die nicht zur Familie des Erblassers gehören, noch eine Erbschaftsteuer (als Erbanfallsteuer) in Höhe von 25 % auf den um die Nachlasssteuer verminderten zugeteilten Nachlasswert an, so dass diese Gruppe insgesamt 36,25 % Erbschaftsteuer zahlt (15 % Nachlasssteuer und 25 % aus 85 % des Nachlasses). Den Begriff der Familie definiert das Gesetz sehr weit. Zu ihr gehören die Nachkommen, Stiefkinder, Eltern, geschiedene Ehegatten, Ehepartner eines lebenden oder auch verstorbenen Kindes sowie solche Personen, mit denen der Erblasser mindestens zwei Jahre unmittelbar vor seinem Tod (oder seinem Umzug in ein Altenheim) oder als Pflegekind während irgendeines Zeitraums von mindestens fünf Jahren in häuslicher Gemeinschaft gelebt hat.

## Freibeträge
Einen Freibetrag, der aufgrund der allgemeinen Wertentwicklung jährlich indiziert ist, erhalten nur die der Familie zugerechneten Erben. Er wurde für 2009 auf 263.100 Dänische Kronen (ca. 35.000 Euro) festgesetzt. Der Freibetrag wird nicht mit einem wegen vorgängiger Schenkung durch den Erblasser ausgenutzten Schenkungsfreibetrag verrechnet. Die Erbschaftsteuer entfällt generell, wenn der Erbe binnen sechs Monaten nach dem Erwerb seinerseits verstirbt.

## Schenkungsteuer
Der Schenkungsteuer unterliegen unentgeltliche Zuwendungen von oder an in Dänemark ansässige Personen sowie, soweit es an einer Ansässigkeit fehlt, von in Dänemark gelegenen Immobilien. Eine Schenkungsteuer wird bei Schenkungen innerhalb der Familie (wie oben für die Erbschaftsteuer definiert) in Höhe von 15 % erhoben. Bei beschenkten Schwiegerkindern muss das mit ihnen verheiratete Kind noch leben. Geschenke an Groß- und Stiefeltern sowie Schwiegerkinder (soweit sie nicht in die erste Gruppe fallen) werden mit dem vollen Nachlass- und Erbschaftssteuersatz von 36,25 % versteuert. Alle übrigen Beschenkten müssen die Schenkung als Einkommen zu ihren persönlichen Sätzen versteuern. Die zur Familie gerechneten Personen zuzüglich der Groß- und Stiefeltern erhalten einen Freibetrag in Höhe von 58.700 Dänische Kronen (2009), die Schwiegerkinder (soweit nicht der ersten Gruppe angehörend) einen Freibetrag in Höhe von 20.500 Dänische Kronen (2009). Schenkungen und Erbschaften werden unabhängig von ihrem zeitlichen Zusammenhang zu Besteuerungszwecken nicht zusammengerechnet.

## Doppelbesteuerung
Kommt es zu Doppelbesteuerungen von sich im Ausland befindenden Nachlassgegenständen wird die hierauf anfallende ausländische Steuer auf die insoweit ebenso entstandene dänische Erbschaftsteuer angerechnet. Zudem hat Dänemark eine Reihe von Abkommen zur Vermeidung der Doppelbesteuerung auf dem Gebiet des Erbrechts abgeschlossen, so die Nordische Konvention, die auch die Schenkungsteuer mit umfasst, der Norwegen, Schweden, Finnland und Island angehören, mit den USA (einschließlich Schenkungsteuer), der Schweiz und Italien. Mit Deutschland besteht das generelle Deutsch-Dänische Steuerabkommen vom 22. November 1995, das auch die Erbschaft- und Schenkungsteuer regelt. Das DBA sieht grundsätzlich eine Erbschaftsbesteuerung nach Ansässigkeit des Erblassers oder Schenkers vor, lässt aber dann, wenn es wie bei Grundstücken doch zu einer Besteuerung eines im jeweiligen Ausland liegenden Vermögensteils kommt, eine Anrechnung der vom anderen Staat berechneten Steuer zu. Wohnsitzänderungen (von Deutschland nach Dänemark oder umgekehrt) werden erst nach fünf Jahren berücksichtigt.